# Lohtulauseita
Lohtulauseita è il primo album in studio della cantante finlandese Vesta, pubblicato il 23 marzo 2018 su etichetta discografica Warner Music Finland.

## Tracce
1. Tuottelias – 1:59
2. Sun katu – 3:28
3. Fakin rockstarr – 3:13
4. Ota varovasti – 3:27
5. Pelkään – 3:11
6. Vestallica – 4:03
7. Turvallista sotaa – 4:00
8. Ei tunteilla – 2:51
9. Lohtulauseita – 3:33
10. Paikka varattuna – 3:17

## Classifiche
| Classifica (2018) | Posizione massima |
| ----------------- | ----------------- |
| Finlandia         | 1                 |